# 近衛前子
近衛 前子（このえ さきこ、旧字体：近󠄁衞 前󠄁子、天正3年（1575年） - 寛永7年7月3日（1630年8月11日））は、織豊期から江戸時代初期の女性。後陽成天皇女御。女院。後水尾天皇の生母で、明正天皇の祖母。父は近衞前久、母は宝樹院。院号は中和門院（ちゅうかもんいん）。

## 経歴
天正14年（1586年）12月に豊臣秀吉夫妻の養女となり、後陽成天皇に入内。従三位に叙され、女御となる。摂家からの入内は久しく無く、南北朝期以来の女御再興となった。元和6年（1620年）6月2日准三宮となり、同日院号宣下があって中和門院と号する。元和8年（1622年）に南光坊天海を戒師として出家。寛永7年（1630年）7月3日に薨去。京都府京都市東山区今熊野泉山町の泉涌寺内にある月輪陵に墓がある。

## 子女
- 聖興女王（天正18年（1590年） - 文禄3年（1594年））
- 龍登院宮（天正20年（1592年） - 慶長5年（1600年））
- 清子内親王（天正20年/文禄元年/文禄2年（1593年） - 延宝2年（1674年）） - 鷹司信尚室
- 文高女王（文禄4年（1595年） - 寛永21年（1644年））
- 政仁親王（後水尾天皇）（文禄5年（1596年） - 延宝8年（1680年））
- 尊英女王（慶長3年（1598年） - 慶長16年（1611年））
- 近衛信尋（慶長4年（1599年） - 慶安2年（1649年）） - 近衛信尹養子、関白
- 高松宮好仁親王（慶長8年（1603年） - 寛永15年（1638年）） - 高松宮始祖）
- 一条昭良（慶長10年（1605年） - 寛文12年（1672年）） - 一条内基養子、摂政・関白
- 貞子内親王（慶長11年（1606年） - 延宝3年（1675年）） - 二条康道室
- 尊覚法親王（慶長13年（1608年） - 万治4年/寛文元年（1661年）） - 一乗院門跡
- 尊蓮女王